# Palácio de Eikenhorst
O Palácio de Eikenhorst é a residência do Príncipes de Orange, Guilherme Alexandre dos Países Baixos e Máxima Zorreguieta e dos filhos Catharina-Amália, Princesa Alexia e Ariana.
O arquiteto do palácio é J. Barão van Asbeck. A família da Princesa Cristina viveu até 1996 nesta residência. O Príncipe e a Princesa Máxima vivem neste palácio desde 2003.